# شهریار عادلی
شهریار عادلی(زاده 1375) شهروند کرد و اهل شهرستان سردشت در استان آذربایجان غربی بود که مدتی بعد از بازداشت، زیر شکنجه ماموران وزارت اطلاعات در شهرستان سردشت جان باخت. شهریار عادلی در جریان اعتراضات شهرستان سردشت در روز اول آذر توسط نیروهای امنیتی بازداشت شده بود و بعد از آزادی و مراجعه به بیمارستان بر اثر آسیب های وارده در بیمارستان جان باخت.